# Fährstraße 18 (Stralsund)

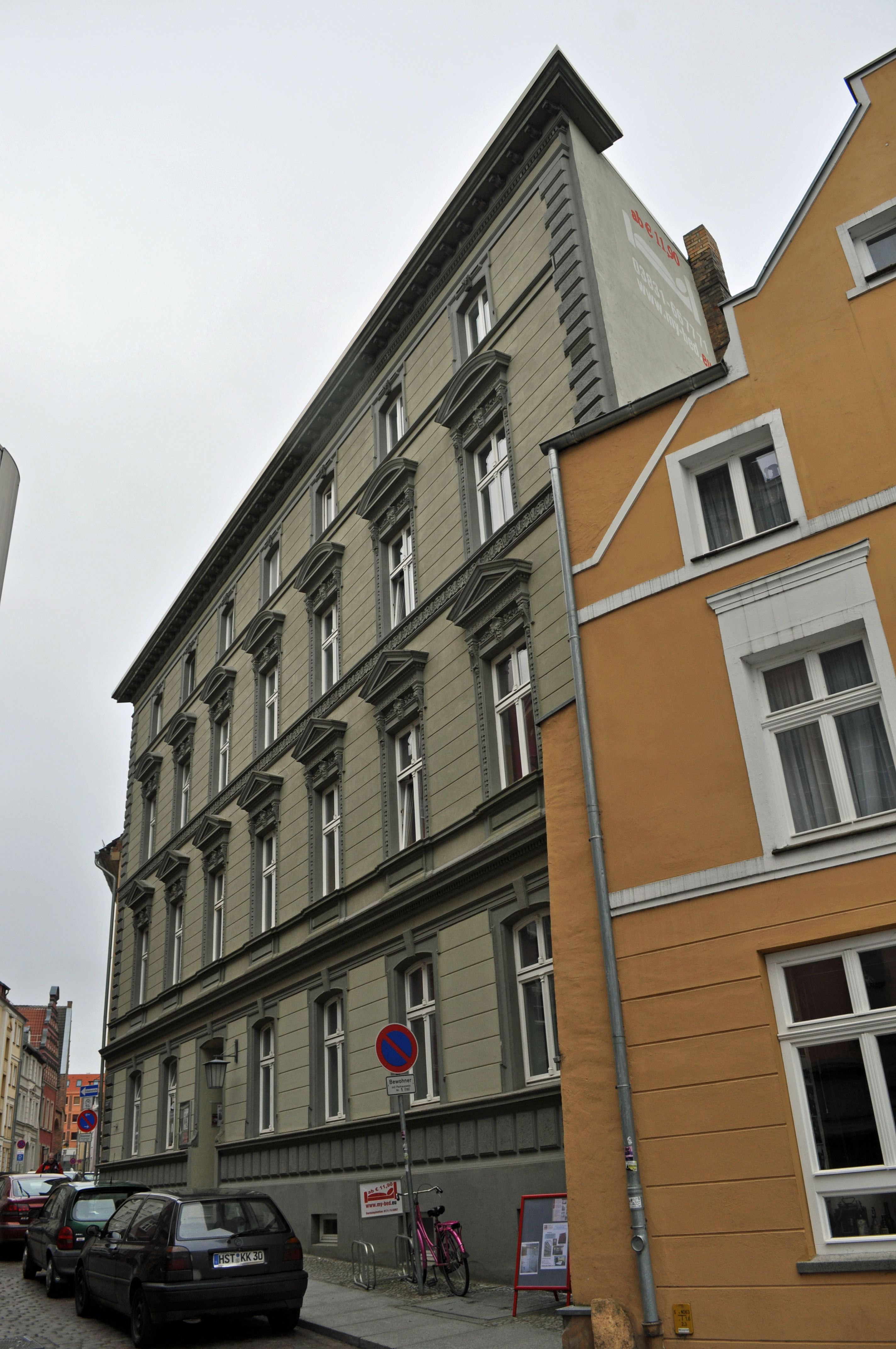
Das Haus Fährstraße 18 in Stralsund (2012)

Das Gebäude mit der postalischen Adresse Fährstraße 18 ist ein denkmalgeschütztes Bauwerk in der Fährstraße in Stralsund.
Das verputzte, dreieinhalbgeschossige und siebenachsige Haus mit Pultdach wurde im Jahr 1874 errichtet.
Die Fassade weist in allen Geschossen Putznutung auf, kräftige Gurtgesimse trennen die Geschosse optisch voneinander. Die Fenster im ersten und zweiten Obergeschoss sind mit dreieckigen bzw. segmentbogigen Verdachungen versehen. Die Gebäudekanten sind durch Rustika betont.
Das Haus liegt im Kerngebiet des von der UNESCO als Weltkulturerbe anerkannten Stadtgebietes des Kulturgutes „Historische Altstädte Stralsund und Wismar“. In die Liste der Baudenkmale in Stralsund ist es mit der Nummer 169 eingetragen.